# Catavinos

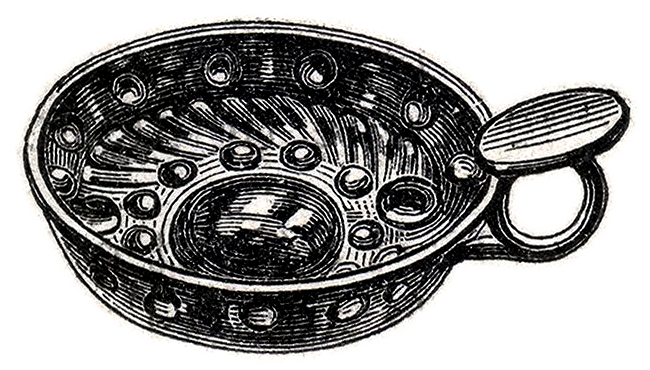
Catavinos plateado de principios del siglo.

El catavinos, copa de degustación, tastevin o tâte-vin, son los nombres de varios recipientes usados para contener una muestra de vino extraída de la piquera de una barrica, para luego ser degustada o catada. Originalmente hechos de cerámica (como diversos vasos de la Grecia y Roma antiguas) y madera (en la Edad Media), tomaron su forma más específica y representativa a partir del siglo xvi, fabricados en metal o vidrio. Algunos sommeliers lo lucen colgado del cuello como insignia de su autoridad en el tema, de ahí que también se le denomine collar sumiller.

## Historia
Algunas fuentes sitúan los primeros catavinos oficiales en las bodegas de la Borgoña del siglo xviii, fabricados en plata «para reflejar mejor la luz con la ayuda de una vela y así poder comprobar el color y la claridad del vino». En su origen fue precedido por recipientes de barro cocido, madera o metales como el hierro, estaño, cobre o bronce. Durante la Edad Media el empleo de arcillas y vidrio pasó por una etapa de declive y las maderas nobles y los metales adquirieron mayor protagonismo. 
En Francia, el catavinos fue ‘institucionalizado’ por la Cofradía de los Caballeros del Catavinos (Confrérie des Chevaliers du Tastevin), donde al parecer se originó su nombre en francés.

## Características
Tiene forma de copa o taza redonda muy achatada o de tronco de cono truncado. Su interior está jalonado de relieves cóncavos y convexos alternando con espacios planos y su fondo es granulado y en relieve, todo ello que hace que la luz se refracte en varias direcciones, permitiendo apreciar mejor el brillo, el color y la limpidez de los vinos. Dispone de una pequeña asa para introducir el dedo índice y un pequeño soporte plano donde se apoyaba el dedo pulgar.
Por lo general está fabricado en estaño, plata, alpaca, peltre u otros metales que no transmiten olores ni sabores y, con ello, se garantiza la inalterabilidad de las características del vino.
Su ornamentación puede ser muy sencilla, con escasos relieves o incluso llegar a constituir símbolos de grado en la especialización profesional, por los adornos de piedras semipreciosas engastadas o antiguas medallas y monedas. En algunos casos presenta inscripciones alegóricas a la honradez del catador o de la virtud y calidad de los vinos que se probaban.
Sustituido en el siglo xx por la copa de degustación, el uso del catavinos en la actualidad es más emblemático que útil, como símbolo de una tradición elegante entre los sumillers de algunos restaurantes.

## Tipología y modelos

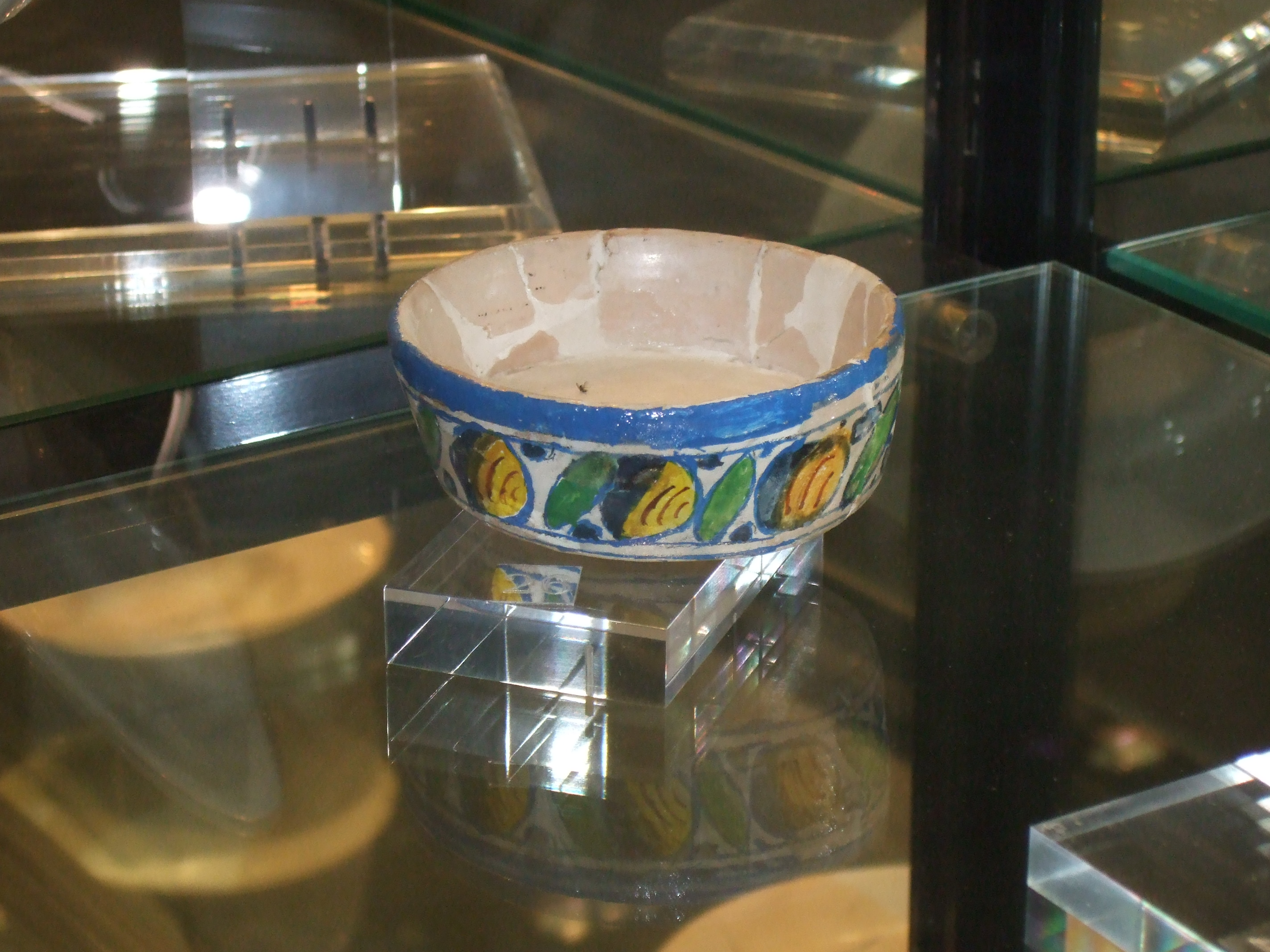
Plato catavinos de cerámica mudéjar de los siglos xvi al xvii.
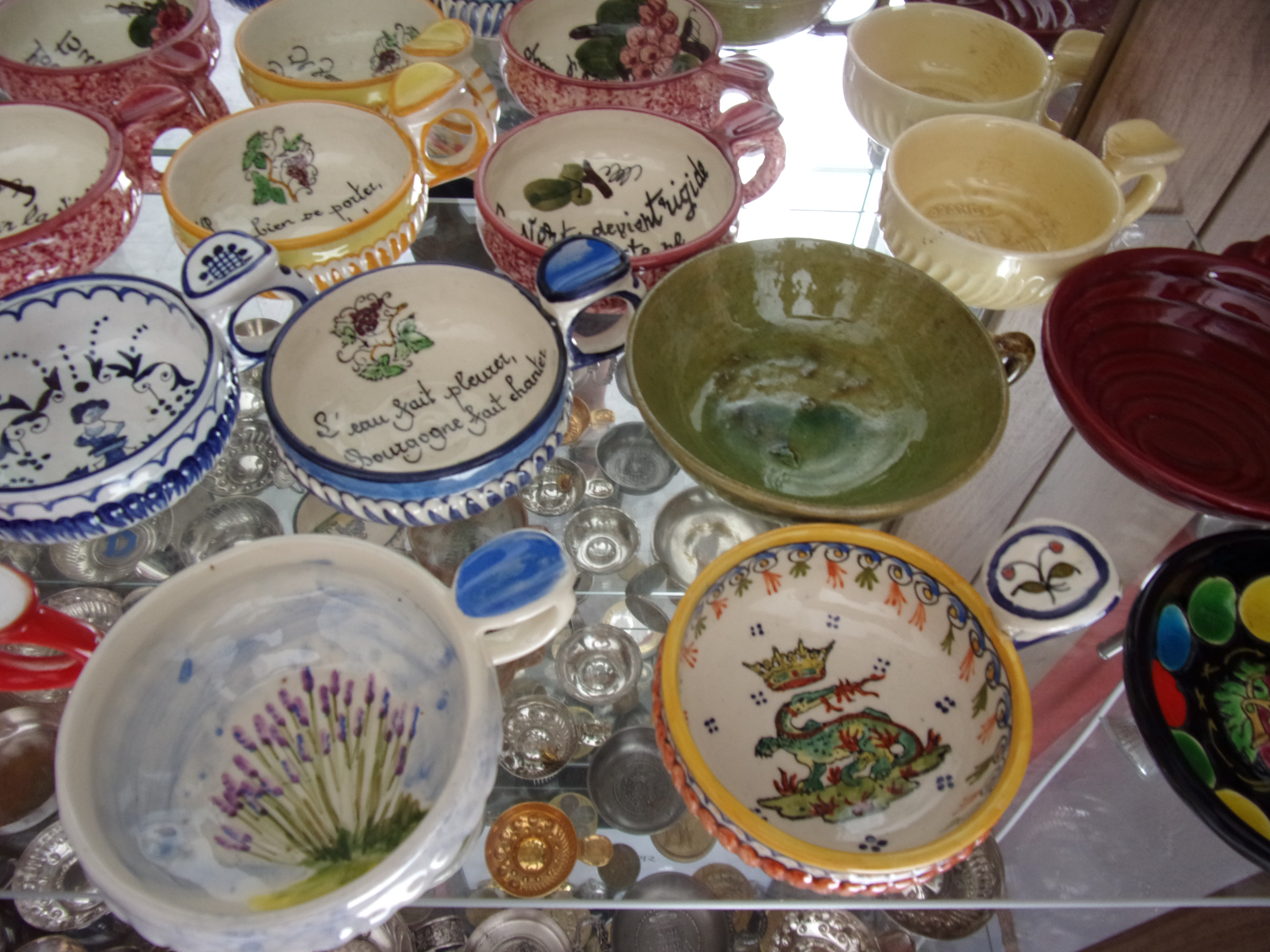
Catavinos franceses de loza fina.
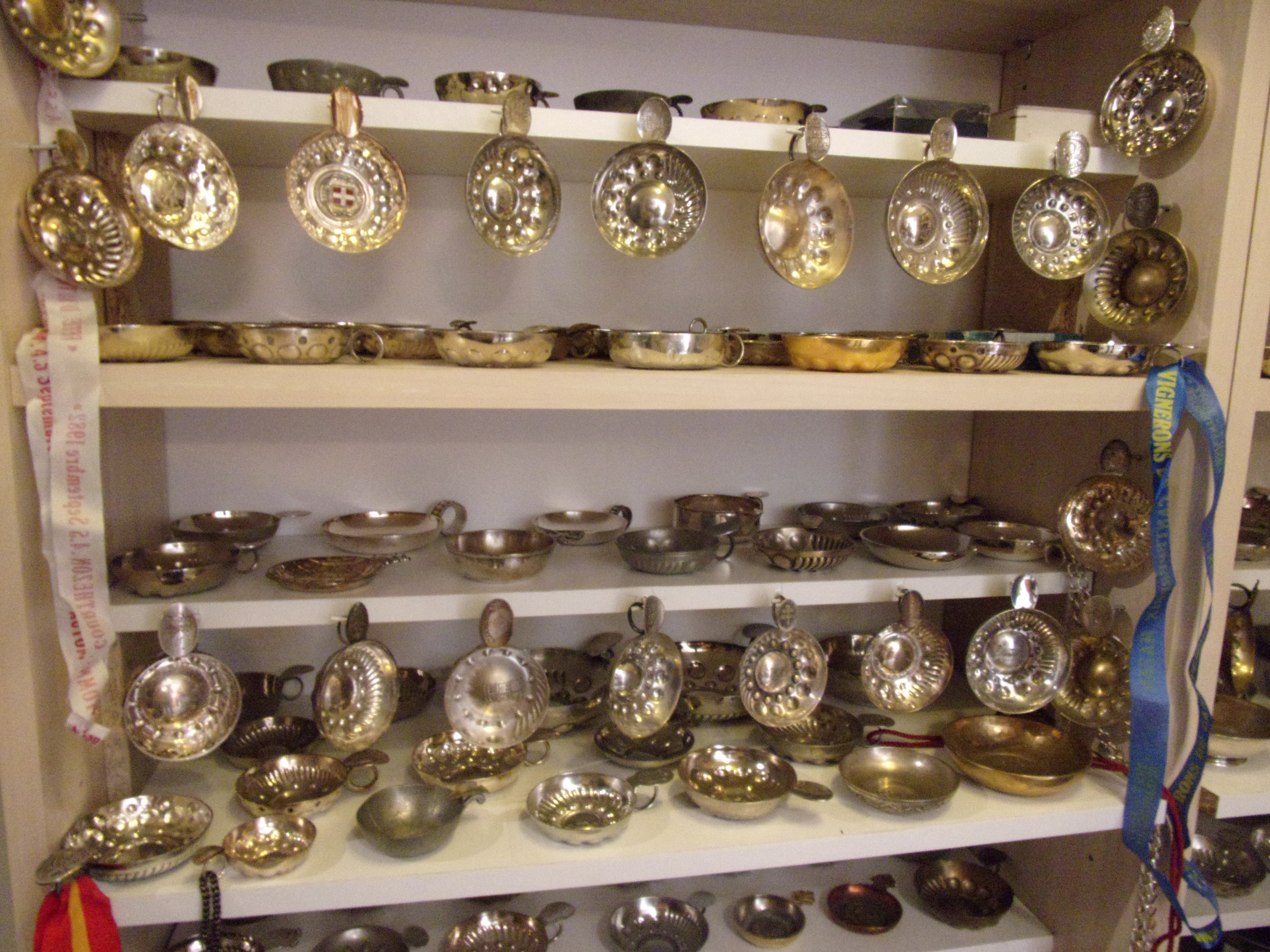
Colección de catavinos dorados.